# Borsucza Jama
Borsucza Jama – jaskinia w polskich Pieninach. Wejście do niej znajduje się w Pieninkach, w zboczu Łupisk, bocznej odnodze Białych Skał (Sutrówki), ponad doliną Krośnicy, na wysokości około 690 m n.p.m.n. Jaskinia jest pozioma, a jej długość wynosi 13 metrów. Znajduje się na obszarze Pienińskiego Parku Narodowego i jest niedostępna turystycznie.

## Opis jaskini
Główną częścią jaskini jest duża i bardzo niska sala zaczynająca się zaraz za szerokim otworem wejściowym z okapem. Odchodzi od niej wąski korytarz kończący się małą salką z dwoma szczelinami nie do przejścia.

## Przyroda
W jaskini można spotkać nacieki: kolumny i stalagmity. Występuje też mleko wapienne. Mieszkają w niej nietoperze i prawdopodobnie borsuki. Ściany są wilgotne, brak jest na nich roślinności.

## Historia odkryć
Jaskinia była znana od dawna. Jej plan i opis sporządzili A. Amirowicz, J. Baryła i M. Gradziński w 1993 roku.